# Piłka ręczna na Letnich Igrzyskach Olimpijskich 2024 – turniej mężczyzn
Turniej olimpijski w piłce ręcznej mężczyzn podczas XXXIII Letnich Igrzysk Olimpijskich w Paryżu odbył się w dniach od 27 lipca do 11 sierpnia 2024 roku. Do rywalizacji przystąpiło dwanaście drużyn, a tytułu mistrzowskiego broniła reprezentacja Francji. Nowymi mistrzami olimpijskimi została reprezentacja Danii.

## System rozgrywek
Na początku kwietnia 2022 roku ustalono, że zawody odbędą się w dniach 24 lipca – 9 sierpnia 2024 roku w Villeneuve-d’Ascq, jednocześnie ogłoszono godziny rozgrywania sesji każdego z meczowych dni. W lipcu, na dwa lata przed rozpoczęciem igrzysk, przesunięto daty rozgrywania zawodów na 25 lipca – 11 sierpnia, a także postanowiono o ich organizacji w dwóch miastach. W połowie grudnia 2022 roku oficjalnie potwierdzono rozegranie zawodów w dwóch obiektach – faza grupowa odbędzie się w stołecznej hali South Paris Arena 6, zaś mecze fazy pucharowej na Stade Pierre-Mauroy w Villeneuve-d’Ascq, początkowe plany zakładały jednak ich organizację tylko na drugim z nich.
Dwanaście uczestniczących reprezentacji zostało podzielonych na dwie sześciozespołowe grupy rywalizujące w pierwszej fazie systemem kołowym, a cztery najlepsze zespoły z każdej grupy uzyskały awans do ćwierćfinałów. Harmonogram meczów został opublikowany pod koniec kwietnia 2024 roku.

## Uczestnicy
| Kwalifikacja                        | Data                                    | Gospodarz        | Miejsca | Zakwalifikowani    |
| ----------------------------------- | --------------------------------------- | ---------------- | ------- | ------------------ |
| Gospodarz                           | –                                       | –                | 1       | Francja            |
| Mistrzostwa świata                  | 11–29 stycznia 2023                     | Polska · Szwecja | 1       | Dania              |
| Azjatycki turniej kwalifikacyjny    | 18–28 października 2023                 | Katar            | 1       | Japonia            |
| Igrzyska panamerykańskie            | 30 października – 4 listopada 2023 roku | Chile            | 1       | Argentyna          |
| Mistrzostwa Europy                  | 10–28 stycznia 2024                     | Niemcy           | 1       | Szwecja            |
| Mistrzostwa Afryki                  | 17–27 stycznia 2024                     | Egipt            | 1       | Egipt              |
| I światowy turniej kwalifikacyjny   | 14–17 marca 2024                        | Hiszpania        | 2       | Hiszpania Słowenia |
| II światowy turniej kwalifikacyjny  | 14–17 marca 2024                        | Niemcy           | 2       | Chorwacja Niemcy   |
| III światowy turniej kwalifikacyjny | 14–17 marca 2024                        | Węgry            | 2       | Norwegia Węgry     |
| Razem                               |                                         |                  | 12      |                    |

## Losowanie grup
Losowanie grup turnieju olimpijskiego zostało zaplanowane na 16 kwietnia 2024 roku w Paryżu, a przed nim Międzynarodowa Federacja Piłki Ręcznej dokonała podziału na koszyki. Przeprowadzili je Siraba Dembélé oraz Jérôme Fernandez, a w jego wyniku powstały dwie sześciozespołowe grupy w każdym z turniejów.

### Koszyki
| Koszyk 1        | Koszyk 2           | Koszyk 3     | Koszyk 4         | Koszyk 5      | Koszyk 6          |
| --------------- | ------------------ | ------------ | ---------------- | ------------- | ----------------- |
| Dania Hiszpania | Chorwacja Norwegia | Węgry Niemcy | Słowenia Francja | Szwecja Egipt | Japonia Argentyna |

### Grupy
| Grupa A   |
| --------- |
| Hiszpania |
| Chorwacja |
| Niemcy    |
| Słowenia  |
| Szwecja   |
| Japonia   |

| Grupa B   |
| --------- |
| Dania     |
| Norwegia  |
| Węgry     |
| Francja   |
| Egipt     |
| Argentyna |

## Faza grupowa
Uwaga: W poniższym terminarzu turnieju podano CEST.

### Grupa A
| Lp. | Drużyna   | M | Z | R | P | B+  | B–  | +/– | Pkt | Kwalifikacja |
| --- | --------- | - | - | - | - | --- | --- | --- | --- | ------------ |
| 1   | Niemcy    | 5 | 4 | 0 | 1 | 162 | 144 | +18 | 8   | Ćwierćfinały |
| 2   | Słowenia  | 5 | 3 | 0 | 2 | 140 | 142 | −2  | 6   | Ćwierćfinały |
| 3   | Hiszpania | 5 | 3 | 0 | 2 | 151 | 148 | +3  | 6   | Ćwierćfinały |
| 4   | Szwecja   | 5 | 3 | 0 | 2 | 158 | 139 | +19 | 6   | Ćwierćfinały |
| 5   | Chorwacja | 5 | 2 | 0 | 3 | 148 | 156 | −8  | 4   |              |
| 6   | Japonia   | 5 | 0 | 0 | 5 | 143 | 173 | −30 | 0   |              |

| 27 lipca 202409:00 | Hiszpania | 25:22(8:12) | Słowenia | Paris Expo Porte de Versailles, Paryż Sędzia: Bonaventura Charlotte, Bonaventura Julie |
| 27 lipca 202409:00 |           | 25:22(8:12) |          | Paris Expo Porte de Versailles, Paryż Sędzia: Bonaventura Charlotte, Bonaventura Julie |
| 27 lipca 202409:00 | 3×        | 25:22(8:12) | 5×       | Paris Expo Porte de Versailles, Paryż Sędzia: Bonaventura Charlotte, Bonaventura Julie |

| 27 lipca 202414:00 | Chorwacja | 30:29(13:18) | Japonia | Paris Expo Porte de Versailles, Paryż Sędzia: Jorum Lars, Kleven Havard |
| 27 lipca 202414:00 |           | 30:29(13:18) |         | Paris Expo Porte de Versailles, Paryż Sędzia: Jorum Lars, Kleven Havard |
| 27 lipca 202414:00 | 3×        | 30:29(13:18) | 4×      | Paris Expo Porte de Versailles, Paryż Sędzia: Jorum Lars, Kleven Havard |

| 27 lipca 202419:00 | Niemcy  | 30:27(12:11) | Szwecja | Paris Expo Porte de Versailles, Paryż Sędzia: Hansen Mads, Madsen Jesper |
| 27 lipca 202419:00 |         | 30:27(12:11) |         | Paris Expo Porte de Versailles, Paryż Sędzia: Hansen Mads, Madsen Jesper |
| 27 lipca 202419:00 | 1× · 1× | 30:27(12:11) | 2×      | Paris Expo Porte de Versailles, Paryż Sędzia: Hansen Mads, Madsen Jesper |

| 29 lipca 202409:00 | Japonia | 26:37(10:21) | Niemcy | Paris Expo Porte de Versailles, Paryż Sędzia: Biro Adam, Kiss Oliver |
| 29 lipca 202409:00 |         | 26:37(10:21) |        | Paris Expo Porte de Versailles, Paryż Sędzia: Biro Adam, Kiss Oliver |
| 29 lipca 202409:00 | 3×      | 26:37(10:21) | 1×     | Paris Expo Porte de Versailles, Paryż Sędzia: Biro Adam, Kiss Oliver |

| 29 lipca 202411:00 | Słowenia | 31:29(13:13) | Chorwacja    | Paris Expo Porte de Versailles, Paryż Sędzia: Nachevski Gjorgji, Nikolov Slave |
| 29 lipca 202411:00 |          | 31:29(13:13) |              | Paris Expo Porte de Versailles, Paryż Sędzia: Nachevski Gjorgji, Nikolov Slave |
| 29 lipca 202411:00 | 5× · 1×  | 31:29(13:13) | 7× · 1× · 1× | Paris Expo Porte de Versailles, Paryż Sędzia: Nachevski Gjorgji, Nikolov Slave |

| 29 lipca 202416:00 | Szwecja | 29:26(11:11) | Hiszpania | Paris Expo Porte de Versailles, Paryż Sędzia: Horacek Vaclav, Novotny Jiri |
| 29 lipca 202416:00 |         | 29:26(11:11) |           | Paris Expo Porte de Versailles, Paryż Sędzia: Horacek Vaclav, Novotny Jiri |
| 29 lipca 202416:00 | 4× · 1× | 29:26(11:11) | 5× · 1×   | Paris Expo Porte de Versailles, Paryż Sędzia: Horacek Vaclav, Novotny Jiri |

| 31 lipca 202411:00 | Chorwacja    | 31:26(15:13) | Niemcy | Paris Expo Porte de Versailles, Paryż Sędzia: Horacek Vaclav, Novotny Jiri |
| 31 lipca 202411:00 |              | 31:26(15:13) |        | Paris Expo Porte de Versailles, Paryż Sędzia: Horacek Vaclav, Novotny Jiri |
| 31 lipca 202411:00 | 4× · 1× · 1× | 31:26(15:13) |        | Paris Expo Porte de Versailles, Paryż Sędzia: Horacek Vaclav, Novotny Jiri |

| 31 lipca 202414:00 | Hiszpania | 37:33(20:18) | Japonia | Paris Expo Porte de Versailles, Paryż Sędzia: Pavicevic Ivan, Raznatovic Milos |
| 31 lipca 202414:00 |           | 37:33(20:18) |         | Paris Expo Porte de Versailles, Paryż Sędzia: Pavicevic Ivan, Raznatovic Milos |
| 31 lipca 202414:00 | 1×        | 37:33(20:18) | 1× · 1× | Paris Expo Porte de Versailles, Paryż Sędzia: Pavicevic Ivan, Raznatovic Milos |

| 31 lipca 202416:00 | Słowenia     | 29:24(15:14) | Szwecja      | Paris Expo Porte de Versailles, Paryż Sędzia: Brunner Arthur, Salah Morad |
| 31 lipca 202416:00 |              | 29:24(15:14) |              | Paris Expo Porte de Versailles, Paryż Sędzia: Brunner Arthur, Salah Morad |
| 31 lipca 202416:00 | 4× · 1× · 1× | 29:24(15:14) | 3× · 1× · 1× | Paris Expo Porte de Versailles, Paryż Sędzia: Brunner Arthur, Salah Morad |

| 2 sierpnia 202414:00 | Chorwacja | 27:38(15:18) | Szwecja | Paris Expo Porte de Versailles, Paryż Sędzia: Bonaventura Charlotte, Bonaventura Julie |
| 2 sierpnia 202414:00 |           | 27:38(15:18) |         | Paris Expo Porte de Versailles, Paryż Sędzia: Bonaventura Charlotte, Bonaventura Julie |
| 2 sierpnia 202414:00 | 4× · 1×   | 27:38(15:18) | 3×      | Paris Expo Porte de Versailles, Paryż Sędzia: Bonaventura Charlotte, Bonaventura Julie |

| 2 sierpnia 202416:00 | Niemcy | 33:31(20:18) | Hiszpania | Paris Expo Porte de Versailles, Paryż Sędzia: Nachevski Gjorgji, Nikolov Slave |
| 2 sierpnia 202416:00 |        | 33:31(20:18) |           | Paris Expo Porte de Versailles, Paryż Sędzia: Nachevski Gjorgji, Nikolov Slave |
| 2 sierpnia 202416:00 | 5×     | 33:31(20:18) | 3×        | Paris Expo Porte de Versailles, Paryż Sędzia: Nachevski Gjorgji, Nikolov Slave |

| 2 sierpnia 202419:00 | Japonia | 28:29(15:15) | Słowenia | Paris Expo Porte de Versailles, Paryż Sędzia: Hansen Mads, Madsen Jesper |
| 2 sierpnia 202419:00 |         | 28:29(15:15) |          | Paris Expo Porte de Versailles, Paryż Sędzia: Hansen Mads, Madsen Jesper |
| 2 sierpnia 202419:00 | 7×      | 28:29(15:15) | 6× · 1×  | Paris Expo Porte de Versailles, Paryż Sędzia: Hansen Mads, Madsen Jesper |

| 4 sierpnia 202409:00 | Szwecja | 40:27(16:9) | Japonia | Paris Expo Porte de Versailles, Paryż Sędzia: Schulze Robert, Toennies Tobias |
| 4 sierpnia 202409:00 |         | 40:27(16:9) |         | Paris Expo Porte de Versailles, Paryż Sędzia: Schulze Robert, Toennies Tobias |
| 4 sierpnia 202409:00 | 2×      | 40:27(16:9) | 2×      | Paris Expo Porte de Versailles, Paryż Sędzia: Schulze Robert, Toennies Tobias |

| 4 sierpnia 202414:00 | Niemcy | 36:29(23:14) | Słowenia | Paris Expo Porte de Versailles, Paryż Sędzia: Jorum Lars, Kleven Havard |
| 4 sierpnia 202414:00 |        | 36:29(23:14) |          | Paris Expo Porte de Versailles, Paryż Sędzia: Jorum Lars, Kleven Havard |
| 4 sierpnia 202414:00 | 1×     | 36:29(23:14) | 1×       | Paris Expo Porte de Versailles, Paryż Sędzia: Jorum Lars, Kleven Havard |

| 4 sierpnia 202421:00 | Hiszpania | 32:31(20:15) | Chorwacja | Paris Expo Porte de Versailles, Paryż Sędzia: Horacek Vaclav, Novotny Jiri |
| 4 sierpnia 202421:00 |           | 32:31(20:15) |           | Paris Expo Porte de Versailles, Paryż Sędzia: Horacek Vaclav, Novotny Jiri |
| 4 sierpnia 202421:00 | 2×        | 32:31(20:15) | 6× · 1×   | Paris Expo Porte de Versailles, Paryż Sędzia: Horacek Vaclav, Novotny Jiri |

### Grupa B
| Lp. | Drużyna   | M | Z | R | P | B+  | B–  | +/– | Pkt | Kwalifikacja |
| --- | --------- | - | - | - | - | --- | --- | --- | --- | ------------ |
| 1   | Dania     | 5 | 5 | 0 | 0 | 165 | 133 | +32 | 10  | Ćwierćfinały |
| 2   | Egipt     | 5 | 3 | 1 | 1 | 148 | 140 | +8  | 7   | Ćwierćfinały |
| 3   | Norwegia  | 5 | 3 | 0 | 2 | 139 | 136 | +3  | 6   | Ćwierćfinały |
| 4   | Francja   | 5 | 2 | 1 | 2 | 129 | 131 | −2  | 5   | Ćwierćfinały |
| 5   | Węgry     | 5 | 1 | 0 | 4 | 137 | 138 | −1  | 2   |              |
| 6   | Argentyna | 5 | 0 | 0 | 5 | 131 | 171 | −40 | 0   |              |

| 27 lipca 202411:00 | Węgry | 32:35(15:19) | Egipt   | Paris Expo Porte de Versailles, Paryż Sędzia: Nachevski Gjorgji, Nikolov Slave |
| 27 lipca 202411:00 |       | 32:35(15:19) |         | Paris Expo Porte de Versailles, Paryż Sędzia: Nachevski Gjorgji, Nikolov Slave |
| 27 lipca 202411:00 | 2×    | 32:35(15:19) | 2× · 1× | Paris Expo Porte de Versailles, Paryż Sędzia: Nachevski Gjorgji, Nikolov Slave |

| 27 lipca 202416:00 | Norwegia | 36:31(22:15) | Argentyna | Paris Expo Porte de Versailles, Paryż Sędzia: Horacek Vaclav, Novotny Jiri |
| 27 lipca 202416:00 |          | 36:31(22:15) |           | Paris Expo Porte de Versailles, Paryż Sędzia: Horacek Vaclav, Novotny Jiri |
| 27 lipca 202416:00 | 1×       | 36:31(22:15) | 3×        | Paris Expo Porte de Versailles, Paryż Sędzia: Horacek Vaclav, Novotny Jiri |

| 27 lipca 202421:00 | Dania | 37:29(18:17) | Francja | Paris Expo Porte de Versailles, Paryż Sędzia: Schulze Robert, Toennies Tobias |
| 27 lipca 202421:00 |       | 37:29(18:17) |         | Paris Expo Porte de Versailles, Paryż Sędzia: Schulze Robert, Toennies Tobias |
| 27 lipca 202421:00 | 1×    | 37:29(18:17) | 4×      | Paris Expo Porte de Versailles, Paryż Sędzia: Schulze Robert, Toennies Tobias |

| 29 lipca 202414:00 | Egipt   | 27:30(9:19) | Dania   | Paris Expo Porte de Versailles, Paryż Sędzia: Lah Bojan, Sok David |
| 29 lipca 202414:00 |         | 27:30(9:19) |         | Paris Expo Porte de Versailles, Paryż Sędzia: Lah Bojan, Sok David |
| 29 lipca 202414:00 | 2× · 1× | 27:30(9:19) | 4× · 1× | Paris Expo Porte de Versailles, Paryż Sędzia: Lah Bojan, Sok David |

| 29 lipca 202419:00 | Francja | 22:27(11:16) | Norwegia | Paris Expo Porte de Versailles, Paryż Sędzia: Garcia Ignacio, Marin Lorente Andreu |
| 29 lipca 202419:00 |         | 22:27(11:16) |          | Paris Expo Porte de Versailles, Paryż Sędzia: Garcia Ignacio, Marin Lorente Andreu |
| 29 lipca 202419:00 | 1× · 1× | 22:27(11:16) | 2×       | Paris Expo Porte de Versailles, Paryż Sędzia: Garcia Ignacio, Marin Lorente Andreu |

| 29 lipca 202421:00 | Argentyna | 25:35(12:17) | Węgry | Paris Expo Porte de Versailles, Paryż Sędzia: Schulze Robert, Toennies Tobias |
| 29 lipca 202421:00 |           | 25:35(12:17) |       | Paris Expo Porte de Versailles, Paryż Sędzia: Schulze Robert, Toennies Tobias |
| 29 lipca 202421:00 | 4× · 2×   | 25:35(12:17) | 2×    | Paris Expo Porte de Versailles, Paryż Sędzia: Schulze Robert, Toennies Tobias |

| 31 lipca 202409:00 | Norwegia | 26:25(11:13) | Węgry | Paris Expo Porte de Versailles, Paryż Sędzia: Lah Bojan, Sok David |
| 31 lipca 202409:00 |          | 26:25(11:13) |       | Paris Expo Porte de Versailles, Paryż Sędzia: Lah Bojan, Sok David |
| 31 lipca 202409:00 | 4×       | 26:25(11:13) | 3×    | Paris Expo Porte de Versailles, Paryż Sędzia: Lah Bojan, Sok David |

| 31 lipca 202419:00 | Francja | 26:26(11:15) | Egipt | Paris Expo Porte de Versailles, Paryż Sędzia: Kurtagic Mirza, Wetterwik Mattias |
| 31 lipca 202419:00 |         | 26:26(11:15) |       | Paris Expo Porte de Versailles, Paryż Sędzia: Kurtagic Mirza, Wetterwik Mattias |
| 31 lipca 202419:00 | 3×      | 26:26(11:15) | 2×    | Paris Expo Porte de Versailles, Paryż Sędzia: Kurtagic Mirza, Wetterwik Mattias |

| 31 lipca 202421:00 | Dania | 38:27(19:14) | Argentyna    | Paris Expo Porte de Versailles, Paryż Sędzia: Hamidi Sidali, Belkhiri Youcef |
| 31 lipca 202421:00 |       | 38:27(19:14) |              | Paris Expo Porte de Versailles, Paryż Sędzia: Hamidi Sidali, Belkhiri Youcef |
| 31 lipca 202421:00 | 5×    | 38:27(19:14) | 4× · 2× · 1× | Paris Expo Porte de Versailles, Paryż Sędzia: Hamidi Sidali, Belkhiri Youcef |

| 2 sierpnia 202409:00 | Węgry | 25:28(14:16) | Dania | Paris Expo Porte de Versailles, Paryż Sędzia: Garcia Ignacio, Marin Lorente Andreu |
| 2 sierpnia 202409:00 |       | 25:28(14:16) |       | Paris Expo Porte de Versailles, Paryż Sędzia: Garcia Ignacio, Marin Lorente Andreu |
| 2 sierpnia 202409:00 | 6×    | 25:28(14:16) | 1×    | Paris Expo Porte de Versailles, Paryż Sędzia: Garcia Ignacio, Marin Lorente Andreu |

| 2 sierpnia 202411:00 | Argentyna | 21:28(8:15) | Francja | Paris Expo Porte de Versailles, Paryż Sędzia: Pavicevic Ivan, Raznatovic Milos |
| 2 sierpnia 202411:00 |           | 21:28(8:15) |         | Paris Expo Porte de Versailles, Paryż Sędzia: Pavicevic Ivan, Raznatovic Milos |
| 2 sierpnia 202411:00 | 4×        | 21:28(8:15) | 1× · 1× | Paris Expo Porte de Versailles, Paryż Sędzia: Pavicevic Ivan, Raznatovic Milos |

| 2 sierpnia 202421:00 | Norwegia | 25:26(13:14) | Egipt | Paris Expo Porte de Versailles, Paryż Sędzia: Schulze Robert, Toennies Tobias |
| 2 sierpnia 202421:00 |          | 25:26(13:14) |       | Paris Expo Porte de Versailles, Paryż Sędzia: Schulze Robert, Toennies Tobias |
| 2 sierpnia 202421:00 | 2× · 1×  | 25:26(13:14) | 2×    | Paris Expo Porte de Versailles, Paryż Sędzia: Schulze Robert, Toennies Tobias |

| 4 sierpnia 202411:00 | Egipt | 34:27(14:15) | Argentyna | Paris Expo Porte de Versailles, Paryż Sędzia: Biro Adam, Kiss Oliver |
| 4 sierpnia 202411:00 |       | 34:27(14:15) |           | Paris Expo Porte de Versailles, Paryż Sędzia: Biro Adam, Kiss Oliver |
| 4 sierpnia 202411:00 | 4×    | 34:27(14:15) | 1×        | Paris Expo Porte de Versailles, Paryż Sędzia: Biro Adam, Kiss Oliver |

| 4 sierpnia 202416:00 | Węgry   | 20:24(8:11) | Francja | Paris Expo Porte de Versailles, Paryż Sędzia: Hansen Mads, Madsen Jesper |
| 4 sierpnia 202416:00 |         | 20:24(8:11) |         | Paris Expo Porte de Versailles, Paryż Sędzia: Hansen Mads, Madsen Jesper |
| 4 sierpnia 202416:00 | 2× · 1× | 20:24(8:11) |         | Paris Expo Porte de Versailles, Paryż Sędzia: Hansen Mads, Madsen Jesper |

| 4 sierpnia 202419:00 | Dania   | 32:25(17:12) | Norwegia | Paris Expo Porte de Versailles, Paryż Sędzia: Nachevski Gjorgji, Nikolov Slave |
| 4 sierpnia 202419:00 |         | 32:25(17:12) |          | Paris Expo Porte de Versailles, Paryż Sędzia: Nachevski Gjorgji, Nikolov Slave |
| 4 sierpnia 202419:00 | 3× · 2× | 32:25(17:12) | 4×       | Paris Expo Porte de Versailles, Paryż Sędzia: Nachevski Gjorgji, Nikolov Slave |

## Faza pucharowa
|  |                 |              |                 |                 |    |           |                  |                  |                   |                   |                   |       |       |
|  | Ćwierćfinały    | Ćwierćfinały | Ćwierćfinały    |                 |    | Półfinały | Półfinały        | Półfinały        |                   |                   | Finał             | Finał | Finał |
|  | Ćwierćfinały    | Ćwierćfinały | Ćwierćfinały    |                 |    | Półfinały | Półfinały        | Półfinały        |                   |                   | Finał             | Finał | Finał |
|  | 7 sierpnia 2024 |              |                 |                 |    |           |                  |                  |                   |                   |                   |       |       |
|  |                 |              |                 |                 |    |           |                  |                  |                   |                   |                   |       |       |
|  | Hiszpania       | Hiszpania    | 29              |                 |    |           |                  |                  |                   |                   |                   |       |       |
|  | Hiszpania       | Hiszpania    | 29              | 9 sierpnia 2024 |    |           |                  |                  |                   |                   |                   |       |       |
|  | Egipt           | Egipt        | 28              |                 |    |           |                  |                  |                   |                   |                   |       |       |
|  | Egipt           | Egipt        | 28              |                 |    | Hiszpania | Hiszpania        | 24               |                   |                   |                   |       |       |
|  | 7 sierpnia 2024 |              |                 |                 |    | Hiszpania | Hiszpania        | 24               |                   |                   |                   |       |       |
|  |                 |              | Niemcy          | Niemcy          | 25 |           |                  |                  |                   |                   |                   |       |       |
|  | Niemcy          | Niemcy       | Niemcy          | Niemcy          | 25 | 35        |                  |                  |                   |                   |                   |       |       |
|  | Niemcy          | Niemcy       |                 |                 |    | 35        | 11 sierpnia 2024 |                  |                   |                   |                   |       |       |
|  | Francja         | Francja      | 34              |                 |    |           |                  |                  |                   |                   |                   |       |       |
|  | Francja         | Francja      | 34              |                 |    | Niemcy    | Niemcy           | 26               |                   |                   |                   |       |       |
|  | 7 sierpnia 2024 |              |                 |                 |    | Niemcy    | Niemcy           | 26               |                   |                   |                   |       |       |
|  |                 |              | Dania           | Dania           | 39 |           |                  |                  |                   |                   |                   |       |       |
|  | Dania           | Dania        | Dania           | Dania           | 39 | 32        |                  |                  |                   |                   |                   |       |       |
|  | Dania           | Dania        | 9 sierpnia 2024 |                 |    | 32        |                  |                  |                   |                   |                   |       |       |
|  | Szwecja         | Szwecja      | 31              |                 |    |           |                  |                  |                   |                   |                   |       |       |
|  | Szwecja         | Szwecja      | 31              |                 |    | Dania     | Dania            | 31               | Mecz o 3. miejsce | Mecz o 3. miejsce | Mecz o 3. miejsce |       |       |
|  | 7 sierpnia 2024 |              |                 |                 |    | Dania     | Dania            | 31               | Mecz o 3. miejsce | Mecz o 3. miejsce | Mecz o 3. miejsce |       |       |
|  |                 |              | Słowenia        | Słowenia        | 30 |           |                  | 11 sierpnia 2024 | 11 sierpnia 2024  | 11 sierpnia 2024  |                   |       |       |
|  | Norwegia        | Norwegia     | Słowenia        | Słowenia        | 30 | 28        |                  | 11 sierpnia 2024 | 11 sierpnia 2024  | 11 sierpnia 2024  |                   |       |       |
|  | Norwegia        | Norwegia     |                 |                 |    |           |                  | Hiszpania        | Hiszpania         | 23                |                   |       |       |
|  | Słowenia        | Słowenia     | 33              |                 |    |           |                  | Hiszpania        | Hiszpania         | 23                |                   |       |       |
|  | Słowenia        | Słowenia     | 33              |                 |    | Słowenia  | Słowenia         | 22               |                   |                   |                   |       |       |
|  |                 |              |                 |                 |    | Słowenia  | Słowenia         | 22               |                   |                   |                   |       |       |

### Ćwierćfinały
| 7 sierpnia 20249:30 | Hiszpania | 29:28 (pd.)(8:12, 25:25) | Egipt         | Stade Pierre-Mauroy, Lille Widzów: 25 697 Sędzia: Václav Horáček, Jiří Novotný |
| 7 sierpnia 20249:30 | Gómez 9   | 29:28 (pd.)(8:12, 25:25) | Y. El-Deraa 8 | Stade Pierre-Mauroy, Lille Widzów: 25 697 Sędzia: Václav Horáček, Jiří Novotný |
| 7 sierpnia 20249:30 | 2×        | 29:28 (pd.)(8:12, 25:25) | 5×            | Stade Pierre-Mauroy, Lille Widzów: 25 697 Sędzia: Václav Horáček, Jiří Novotný |

| 7 sierpnia 202413:30 | Niemcy    | 35:34 (pd.)(14:17, 29:29) | Francja | Stade Pierre-Mauroy, Lille Widzów: 27 014 Sędzia: Mads Hansen, Jesper Madsen |
| 7 sierpnia 202413:30 | Uščins 14 | 35:34 (pd.)(14:17, 29:29) | Mem 10  | Stade Pierre-Mauroy, Lille Widzów: 27 014 Sędzia: Mads Hansen, Jesper Madsen |
| 7 sierpnia 202413:30 | 3×        | 35:34 (pd.)(14:17, 29:29) | 6×      | Stade Pierre-Mauroy, Lille Widzów: 27 014 Sędzia: Mads Hansen, Jesper Madsen |

| 7 sierpnia 202417:30 | Dania     | 32:31(16:16) | Szwecja | Stade Pierre-Mauroy, Lille Widzów: 26 449 Sędzia: Charlotte Bonaventura, Julie Bonaventura |
| 7 sierpnia 202417:30 | Pytlick 9 | 32:31(16:16) | Claar 7 | Stade Pierre-Mauroy, Lille Widzów: 26 449 Sędzia: Charlotte Bonaventura, Julie Bonaventura |
| 7 sierpnia 202417:30 | 3× · 2×   | 32:31(16:16) | 4× · 1× | Stade Pierre-Mauroy, Lille Widzów: 26 449 Sędzia: Charlotte Bonaventura, Julie Bonaventura |

| 7 sierpnia 202421:30 | Norwegia | 28:33(12:16) | Słowenia | Stade Pierre-Mauroy, Lille Widzów: 26 406 Sędzia: Ignacio García, Andreu Marín |
| 7 sierpnia 202421:30 | Blonz 7  | 28:33(12:16) | Vlah 11  | Stade Pierre-Mauroy, Lille Widzów: 26 406 Sędzia: Ignacio García, Andreu Marín |
| 7 sierpnia 202421:30 | 4×       | 28:33(12:16) | 1× · 1×  | Stade Pierre-Mauroy, Lille Widzów: 26 406 Sędzia: Ignacio García, Andreu Marín |

### Półfinały
| 9 sierpnia 202416:30 | Niemcy | 25:24(12:12) | Hiszpania | Stade Pierre-Mauroy, Lille |
| 9 sierpnia 202416:30 |        | 25:24(12:12) |           | Stade Pierre-Mauroy, Lille |

| 9 sierpnia 202421:30 | Słowenia | 30:31(10:15) | Dania | Stade Pierre-Mauroy, Lille |
| 9 sierpnia 202421:30 |          | 30:31(10:15) |       | Stade Pierre-Mauroy, Lille |

### Mecz o 3. miejsce
| 11 sierpnia 20249:00 | Hiszpania | 23:22(12:12) | Słowenia | Stade Pierre-Mauroy, Lille |
| 11 sierpnia 20249:00 |           | 23:22(12:12) |          | Stade Pierre-Mauroy, Lille |

### Finał
| 11 sierpnia 202413:30 | Niemcy | 26:39(12:21) | Dania | Stade Pierre-Mauroy, Lille |
| 11 sierpnia 202413:30 |        | 26:39(12:21) |       | Stade Pierre-Mauroy, Lille |